# Francisco de la Torre (compositor)
Francisco de la Torre (Sevilla, c. 1460 - c. 1504) fue un músico y compositor español del Renacimiento principalmente activo en el Reino de Nápoles.

## Biografía
Se conoce muy poco acerca de su vida. Nació en Sevilla, pero no se conoce la fecha exacta. Se sabe que el 1 de julio de 1483 fue contratado como cantor en el coro de la Capilla Real de la Corte aragonesa del reino de Nápoles, cobrando un salario anual de 25.000 maravedíes y donde permaneció durante 17 años. El 15 de julio de 1488 recibió una semiprebenda de Fernando II. Dejó la corte real de Nápoles en 1500 y posteriormente trabajó en la Catedral de Sevilla haciéndose cargo, el 10 de febrero de 1503, del coro de niños de dicha catedral. Pronto dejó esta posición a Alonso de Alva, el nuevo maestro de capilla.

## Obras
A continuación se detallan las obras conservadas de Francisco de la Torre. Los códigos de la columna de "Fuentes" musicales se especifican más abajo. Los de la columna de "Grabaciones" se especifican en la sección de "Discografía".
| N.º                                 | Obra                         | Voces | Forma musical | Fuentes  | Grabaciones | Comentarios                                                                                                 |
| ----------------------------------- | ---------------------------- | ----- | ------------- | -------- | --- | --- |
| 1                                   | Dime, triste coraçón         |       | villancico    | CMC      | ARE, BER, ZIR, COL | Villancico sobre el tenor de la folie d'Espagne. El texto en el Cancionero de la colombina está incompleto. |
| 2                                   | Pámpano verde                |       | villancico    | CMP      | BER, ATR, ZIR | |
| 3                                   | Justa fue mi perdiçión       | 3     | villancico    | CMP, CMS | ZIR, DAE, ORL, PAN | |
| 4                                   | ¡Peligroso pensamiento!      |       | villancico    | CMP, CMS | ZIR, BIN | |
| 5                                   | La que tengo no es prisión   |       | villancico    | CMP      | ZIR | |
| 6                                   | O quan dulce serías, muerte  |       | villancico    | CMP      | ZIR | |
| 7                                   | Triste, ¿qué será de mí?     |       | villancico    | CMP      | ZIR | |
| 8                                   | No fie nadie en amor         |       | villancico    | CMP      | ZIR | |
| 9                                   | Pues que todo os descontenta |       | villancico    | CMP      | ZIR | |
| 10                                  | Adorámoste, Señor Dios       |       | villancico    | CMP      | ZIR, DAN | Villancico a lo divino                                                                                      |
| 11                                  | Damos gracias a ti, Dios     |       | romance       | CMP, CMS | VIC, ZIR, FIC | |
| 12                                  | Pascua d'Espíritu Santo      |       | romance       | CMP      | ZIR | |
| 13                                  | Ayrado va el gentilonbre     |       | romance       | CMP      | ZIR | |
| 14                                  | Por los campos de los moros  |       | romance       | CMP      | ZIR | |
| 15                                  | Danza alta                   |       |               | CMP      | RES, RIC, PLA, CMU, SAQ, AMM, MAU, GEN, ZIR, HMC, PAL, PRW, WAV, NEF, MAL, ALS, ACC, CMM, DIF, DUF, ISA, PAN, MOR, PAO, ROM, LAU, CON, FLA, LON, PAR, TOR | Glosa sobre el tenor de La Spagna                                                                           |
| 16                                  | Adorámoste, Señor            |       |               | CMP, CMS | CMU, ZIR, PIF*, ORL | Danza de seises                                                                                             |
| Responsoria Defunctorum in Exequiis |                              |       |               |          | | |
| 17                                  | Paucitas                     |       | motete        | T21      | ZIR | |
| 18                                  | Libera me                    | 4     | motete        | T21      | ZIR | |
| 19                                  | Ne recorderis                | 4     | motete        | TO1, T21 | ZIR | |

(*) Versión instrumental
Estas obras se encuentran en las siguientes fuentes:
- CMP - Madrid, Biblioteca Real, MS II - 1335 (Cancionero de Palacio)
- CMS - Segovia, Catedral, Archivo Capitular, s.s. (Cancionero de Segovia)
- CMC - Sevilla, Catedral Metropolitana, Biblioteca Capitular y Colombina, Ms. 7-I-28 (Cancionero de la Colombina)
- TO1 - Toledo, Archivo Capitular de la Catedral de Toledo, códice 1
- T21 - Toledo, Archivo Capitular de la Catedral de Toledo, códice 21

## Discografía
- ???? - [ARE] El Cancionero Musical de la Colombina. Cuarteto Renacimiento. Grupo de Instrumentos Antiguo Renacimiento. MEC 1011 CD
- 1968 - [VIC] Songs of Andalusia. Victoria de los Ángeles. Ars Musicae de Barcelona. Enrique Gispert. . La versión en CD está junto con otras grabaciones en la recopilación: Cantos de España. Victoria de los Ángeles. EMI Classics 7243 5 66 937 2 2.
- 1968 - [RES] Music from the Time of Christopher Columbus. Musica Reservata. Philips 432 821-2 PM.
- 1971 - [PAR] Messe "Gaudeamus" de Josquin des Prés & Les Fresques musicales de Saint-Bonnet-le-Château: Pièces vocales et instrumentales diverses. Le Groupe des Instruments anciens de Paris y Ensemble des Chantres de Plain-Chant. Roger Cotte. Charlin Éditions CL-40.
- 1973 - [RIC] Die Instrumentalvariation in der Spanischen Renaissancemusik. Ricercare. Ensemble für Alte Musik Zürich. Michel Piguet y Jordi Savall. . Versión en CD en la recopilación: Reflexe Vol. 3 Stationen Europäischer Musik. EMI Classics "Reflexe" 7243 8 26480 2 4.
- 1975 - [PLA] La Baxa Danza y la Alta (S. XV - XVI). Conjunto instrumental "Pro Música Hispaniarum". Roberto Pla. Hispavox (EMI-Odeón) CDM 5 65 725-2.
- 1975 - [CMU] Musicke of Sundrie Kindes. An Introduction to Secular Renaissance Music, 1480-1620. The Consort of Musicke. Anthony Rooley. L'Oiseau-Lyre "Florilegium" DSLO 12BB 203-6 (4 LP).
- 1977 - [BER] Canciones Españolas. Teresa Berganza, Narciso Yepes, Félix Lavilla. Deutsche Grammophon 435 648-2.
- 1979 - [ATR] Villancicos - Chansons populaires espagnoles des XVe et XVIe siècles. Atrium Musicae de Madrid. Gregorio Paniagua. Harmonia mundi "Musique d'Abord" HMA 190 1025.
- 1979 - [SAQ] L'Art de la Saqueboute et du Cornet à Bouquin. Les Saqueboutiers de Toulouse. Jean-Pierre Canihac. Arion ARN 60 464.
- 1980 - [AMM] La Spagna. 15th & 17th Century Spanish Variations. Atrium Musicae de Madrid. Gregorio Paniagua. Bis CD-163.
- 1983 - [MAU] Bal à la cour de Marie de Bourgogne. La Maurache. Julien Skowron. . Versión en CD en la recopilación: La Danse à la Cour des Ducs de Bourgogne. Arion ARN 68 052.
- 1988 - [GEN] Musica dell'epoca di Cristoforo Colombo. I Madrigalisti di Genova. L. Gamberini. Ars Nova CDAN 173.
- 1990 - [ZIR] Francisco de la Torre. La Música en la Era del Descubrimiento. Volumen 6. Taller Ziryab. Dial Discos
- 1991 - [HMC] Cornago: Missa de la mapa mundi. Paul Hillier. His Majestie's Clerkes. The Newberry Consort. Harmonia Mundi USA 907083.
- 1991 - [COL] El Cancionero de la Colombina, 1451-1506. Jordi Savall. Hespèrion XX. Astrée Auvidis ES 9954.
- 1991 - [PAL] El Cancionero de Palacio, 1474-1516. Música en la corte de los Reyes Católicos. Hespèrion XX. Jordi Savall.Astrée (Naïve) ES 9943.
- 1991 - [PRW] From a Spanish Palace Songbook. Music from the time of Christopher Columbus. Margaret Philpot, Shirley Rumsey, Christopher Wilson. Hyperion "Helios" 55097.
- 1991 - [DAE] El Cancionero de la Catedral de Segovia. Ensemble Daedalus. Accent 10076.
- 1991 - [ROM] Iberian Triangle - Music of christian, moorish and jewish Spain before 1492. La Romanesca. Move MD 3114.
- 1992 - [WAV] 1492 - Music from the age of discovery. Waverly Consort. Michael Jaffee. EMI Reflexe 54506.
- 1992 - [NEF] Music for Joan the Mad. Spain 1479-1555. La Nef. Sylvain Bergeron. Dorian Discovery 80128.
- 1995 - [MAL] A Royal Songbook. Spanish Music from the time of Columbus. Musica Antiqua of London. Philip Thorby. Naxos 8.553325.
- 1995 - [FLA] Zingen en spelen in Vlaamse steden en begijnhoven. Capilla Flamenca. Eufoda 1266.
- 1996 - [ALS] La Spagna Music at the Spanish Court. Amsterdam Loeki Stardust Quartet. L'Oiseau-Lyre 444 537-2OH.
- 1996 - [BIN] Sola m'ire. Cancionero de Palacio. Ensemble Gilles Binchois. Dominique Vellard. Virgin Veritas 45359.
- 1996 - [PIF] Los Ministriles. Spanish Renaissance Wind Music. Piffaro, The Renaissance Band. Joan Kimball, Robert Wiemken. Archiv "Blue" 474 232.
- 1996 - [ACC] Cancionero Musical de Palacio. Ensemble Accentus. Thomas Wimmer. Naxos 8.553536.
- 1998 - [FIC] De Antequara sale un moro. Musique de l'Espagne chrétienne, maure et juive vers 1492. Ensemble Música Ficta. Carlos Serrano. Jade 74 321 79256-2.
- 1998 - [CMM] Court and Cathedral. The two worlds of Francisco de Peñalosa. Concentus Musicus Minnesota. Arthur Maud. Meridian 84406.
- 2000 - [DIF] A Journey through Al-Andalus and Hispania. Codex Huelgas, Villancicos. Ensemble Diferencias. Conrad Steinmann. Divox Antiqua CDX-79809.
- 2001 - [CON] Constantinople. Musique du Moyen Âge et de la Renaissance. Kiya Tabassian y Ensemble Constantinople. ATMA ACD2 2269.
- 2002 - [DUF] Cancionero. Music for the Spanish Court 1470-1520. The Dufay Collective. Avie AV0005.
- 2002 - [ORL] The Toledo Summit. Early 16th c. Spanish and Flemish Songs and Motets. Orlando Consort. Harmonia Mundi USA 907328.
- 2002 - [PAO] Isaac: La Spagna. Mottetti e Missa per la corte di Lorenzo de' Medici. Musiche strumentali sulla melodia La Spagna. Paolo Pandolfo, Liuwe Tamminga. Odhecaton. Paolo Da Col. Bongiovanni 5607.
- 2004 - [ISA] Isabel I, Reina de Castilla. Luces y Sombras en el tiempo de la primera gran Reina del Renacimiento 1451-1504. La Capella Reial de Catalunya y Hespèrion XXI. Jordi Savall. Alia Vox AV 9838 (CD). Alia Vox AVSA 9838 (SACD-H).
- 2004 - [PAN] La Conquista de Granada - Isabel la Católica. Las Cortes europeas, los Cancioneros y Música Andalusí Nazarí. Música Antigua. Eduardo Paniagua. Pneuma PN-660.
- 2004 - [DAN] Música Litúrgica en tiempos de Isabel la Católica. Coro Manuel de Falla. Ensemble La Danserye. Coral Ciudad de Granada. Schola Gregoriana Hispana
- 2004 - [LAU] Gentil mia Donna. Petrarca e la musica. Laurens, Fuoco e Cenere. Jay Bernfeld. Arion ARN 68 648.
- 2004 - [LON] Madame d'Amours. Songs, Dances & Consort Music for the Six Wives of Henry VIII. Music Antiqua of London. Philip Thorby.     Signum 044.
- 2005 - [MOR] [] Dame de Deuil. Musical Offerings for Marguerite of Austria (1480-1530). La Morra. Michal Gondko, Corina Marti. Et'cetera KTC 4011.
- 2007 - [TOR] Music for Emperor Charles V. Capella de la Torre. Coviello Classics 20701.